# Liszkowice
Liszkowice – wieś w Polsce położona w województwie kujawsko-pomorskim, w powiecie inowrocławskim, w gminie Rojewo.

## Podział administracyjny
W latach 1975–1998 miejscowość administracyjnie należała do województwa bydgoskiego.

## Demografia
Według Narodowego Spisu Powszechnego (III 2011 r.) wieś liczyła 175 mieszkańców. Jest, wespół z dwoma innymi wsiami: Osiek Wielki, Płonkówko (obie po 175 mieszkańców), ósmą co do wielkości miejscowością gminy Rojewo.